# Max Porzig
Max Porzig (* 13. Oktober 1865 in Serba oder Hohenkirchen; † 6. August 1910 in Leipzig) war ein deutscher Richter und Politiker.

## Leben
Max Porzig war der Sohn eines Rittergutspächters in Hohenkirchen, damals Landkreis Zeitz. Er besuchte das Friedrichgymnasium (Altenburg). Nach dem Abitur begann er an der Universität Jena Rechtswissenschaft zu studieren. 1885 wurde er im Corps Guestphalia Jena recipiert. Er wechselte an die Georg-August-Universität Göttingen und wurde 1887 auch im Corps Hannovera Göttingen aktiv. Zweimal zeichnete er sich als Senior aus. Für den Göttinger Senioren-Convent als Vorort des KSCV leitete er im Dreikaiserjahr den Congress des Kösener Senioren-Convents-Verbandes. Sein Studium schloss er mit den Examen und der Promotion zum Dr. iur. ab. Er schlug die Richterlaufbahn ein und wurde Richter am Oberlandesgericht Jena, später in Leipzig als Mitglied des III. Zivilsenats des Reichsgerichts. In Jena gehörte er 1903 zu den Gründungsmitgliedern des Jenaer Kunstvereins. 
1904 bis 1907 war er konservatives Mitglied des Reichstages für den Reichstagswahlkreis Herzogtum Sachsen-Altenburg. Sein Sohn war der Philologe Walter Porzig.

## Schriften
- Über das Rechtsverhältniss der in eine Erwerbsgesellschaft gemachten Einlagen nach römischem Rechte. 1890
- Landesprivatrecht der thüringischen Staaten. 1912.